# Planigale gilesi
Planigale gilesi é uma espécie de marsupial da família Dasyuridae. Endêmica da Austrália.
- Nome Popular: Planigale-Paucidentado
- Nome Científico: Planigale gilesi (Aitken, 1972)

## Características
O Planigale Paucidentado difere de outros Planigales em sua coloração cinza claro e os seus dois pré-molares em cada fileira de dentes (todos os outros têm três).
O Planigale-Paucidentado não foi formalmente descrito até 1972, quando foi nomeado em honra do explorador Ernest Giles, que explorou os desertos da Austrália.

## Hábitos alimentares
Alimenta-se de muitas criaturas pequenas, incluindo besouros, gafanhotos, aranhas ou outros artrópodes. E, ainda que ocasionalmente se alimentem de pequenos répteis e anfíbios. O Planigale Paucidentado mata suas pequenas presas com mordidas rápidas.

## Habitat
É freqüentemente encontrados em áreas com solos argilosos, incluindo as planícies aluviais e áreas inter dunas.

## Distribuição Geográfica
Nordeste da Austrália Meridional, Noroeste de Nova Gales do Sul e sudoeste de Queensland;